# Oktawian Zagrobski
Oktawian Zagrobski (ur. 1871 - zm. 20 kwietnia 1921 w Lublinie) – polski inżynier technolog, działacz socjalistyczny.
Ukończył studia w Instytucie Technologicznym w Petersburgu (1900). W okresie studiów był działaczem tamtejszej organizacji Polskiej Partii Socjalistycznej. W latach 1905–1906 pracował w Łodzi gdzie kontynuował działalność w PPS. Od 1906 należał do Polskiej Partii Socjalistycznej - Lewicy. W 1907 współzałożyciel a następnie członek zarządu Robotniczego Towarzystwa Śpiewu Chóralnego „Echo" w Łodzi. W latach 1907–1908 był nauczycielem matematyki w żeńskiej szkole handlowej w Siedlcach oraz działaczem Towarzystwa Kultury Polskiej. Po przeniesieniu się do Lublina pracował jako inżynier w miejscowej fabryce "Plage i Jaśkiewicz". Od 1911 był funkcjonariuszem PPS-Lewicy i działaczem Związku Metalowców. Od 1912 był wykładowcą oddziału Towarzystwa Abstynentów „Przyszłość” w Lublinie a także członkiem loży masońskiej „Wolni Oracze” (1912-1916). W latach I wojny światowej należał do czołowych działaczy socjalistycznych w Lublinie. Był członkiem OKR PPS-Lewicy w Lublinie (1915-1918). W latach 1915–1916 redagował wraz Wandą Papiewską i Janem Hemplem pismo związane z PPS-Lewicą "Kurier Lubelski". W l. 1913-1918 członek zarządu i wydziału oraz komisji wykładowej Lubelskiego Stowarzyszenia Spożywców (1918). W latach 1918–1919 był członkiem Lubelskiej Rady Delegatów Robotniczych, a następnie członkiem Komitetu Okręgowego KPRP (1918-1921). Zmarł po długotrwałej chorobie, pochowany w Lublinie.